# Hoopeston
Hoopeston város az USA Illinois államában, Vermilion megyében. Lakosainak száma 4915 fő (2020. április 1.).

## Népesség
A település népességének változása:

| 2010 | 5 351 |
| 2020 | 4 915 |